# Fatih Keleş
Fatih Keleş (* 27. November 1989 in Trabzon) ist ein türkischer Profiboxer und ehemaliger WBO-Europameister im Halbweltergewicht. Als Amateur war er Europameister 2011 und Olympiateilnehmer 2012 im Leichtgewicht.

## Amateurkarriere
Fatih Keleş wurde 2011 Türkischer Meister gewann das Feliks Stamm Tournament in Warschau und die Europameisterschaften in Ankara. Bei der EM hatte er sich gegen Marin Dragoş, Elvin İsayev, Souleymane Cissokho, Vladimir Saruhanyan und Domenico Valentino durchgesetzt. Bei den Weltmeisterschaften 2011 in Baku schied er in der Vorrunde gegen Liu Qiang aus.
2012 erkämpfte er sich bei der Europäischen Olympiaqualifikation in Trabzon mit Siegen gegen Ivan Obradovic, Elvin İsayev und Sam Maxwell einen Startplatz bei den Olympischen Spielen 2012 in London. Dort schlug er in der Vorrunde Abdelkader Chadi, ehe er im Achtelfinale mit 12:16 gegen Evaldas Petrauskas unterlag.
2013 gewann er erneut das Feliks Stamm Tournament in Warschau, wobei ihm Siege gegen Arthur Biyarslanov, Dmitri Galagot, Jonathan Alonso und Avak Uzlyan gelungen waren. Bei den Mittelmeerspielen 2013 in Mersin besiegte er Khodor Antar, Hassan Amzile und Alexandros Tsanikidis, ehe er diesmal im Finale gegen Abdelkader Chadi verlor und Silber gewann. Zudem startete er noch bei den Weltmeisterschaften 2013 in Almaty und besiegte Denis Okoth, unterlag aber im zweiten Kampf mit 1:2 gegen Manoj Kumar.
Bei den Europameisterschaften 2015 in Samokow besiegte er Maksim Vilde und verlor im Achtelfinale gegen Pat McCormack.

## Profikarriere
Keleş gewann sein Profidebüt am 24. April 2016 in Hamburg. Er steht bei EC Boxpromotion aus Hamburg unter Vertrag, sein Trainer ist Bülent Başer.
Nach acht Siegen in Folge gewann er am 19. Mai 2017 in Hamburg den WBO-Europameistertitel im Halbweltergewicht durch einen einstimmigen Punktsieg gegen den gebürtigen Armenier Rafik Harutjunjan. Den Titel verteidigte er noch im selben Jahr zwei Mal knapp, einmal durch Unentschieden und einmal durch Mehrheitsentscheidung nach Punkten, gegen den Franzosen Renald Garrido. Im Mai 2018 endete sein Kampf gegen den Russischen Meister Maxim Tschurbanow in der zweiten Runde ohne Wertung, nachdem der Russe durch einen unbeabsichtigten Kopfstoß verletzt worden war.
Am 8. Juni 2019 verlor er im australischen Broadbeach nach Punkten gegen Liam Paro. In dem Kampf ging es um die Titel IBF International und WBO Global. Am 28. April 2023 siegte er vorzeitig gegen Sabari Jaishankar und wurde dadurch Asienmeister der WBC im Halbmittelgewicht.